# Ludwig von Moos
Ludwig von Moos (31 de janeiro de 1910 – 26 de novembro de 1990) foi um político da Suíça.
Ele foi eleito para o Conselho Federal suíço em 17 de dezembro de 1959 e terminou o mandato a 31 de Dezembro de 1971.
Von Moos foi Presidente da Confederação suíça em 1964 e 1969.